# Okres Őriszentpéter

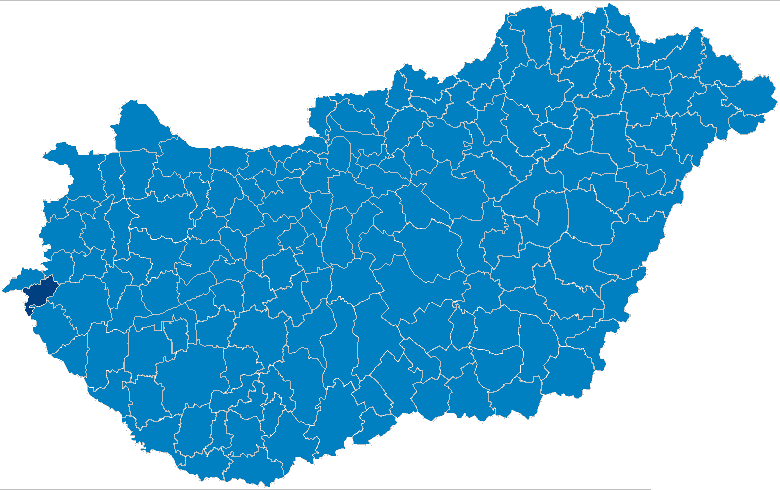
Bývalý okres Őriszentpéter

Okres Őriszentpéter (maďarsky Őriszentpéteri kistérség) je bývalý okres v Maďarsku v župě Vas. Jeho správním centrem bylo město Őriszentpéter. V roce 2013 byl zahrnut převážně do okresu Körmend, obec Kondorfa však byla zahrnuta do okresu Szentgotthárd.

## Sídla
V okrese se nacházelo celkem 22 měst a obcí.
| - Bajánsenye - Felsőjánosfa - Felsőmarác - Hegyhátszentjakab - Hegyhátszentmárton - Ispánk - Ivánc - Kercaszomor - Kerkáskápolna - Kisrákos - Kondorfa | - Magyarszombatfa - Nagyrákos - Őrimagyarósd - Őriszentpéter - Pankasz - Szaknyér - Szalafő - Szatta - Szőce - Velemér - Viszák |